# UEFA Champions League 2006/07 (1/8 finale) FC Barcelona - FC Liverpool
Deze pagina is een subpagina van het artikel UEFA Champions League 2006/07. Hierin wordt de wedstrijd in de 1/8 finale tussen FC Barcelona en FC Liverpool gespeeld op 21 februari nader uitgelicht.

## Wedstrijdgegevens
| Datum                | 21 februari 2007                                  | 21 februari 2007                                  |
| Stadion              | Camp Nou, Barcelona                               | Camp Nou, Barcelona                               |
| Toeschouwers         | 95.000                                            | 95.000                                            |
| Scheidsrechter       | Kyros Vassaras GRE                                | Kyros Vassaras GRE                                |
| Assistenten          | Dimitrios Bozatzidis GRE Dimitrios Saraidaris GRE | Dimitrios Bozatzidis GRE Dimitrios Saraidaris GRE |
| Vierde man           | Ioannis Tsachilidis GRE                           | Ioannis Tsachilidis GRE                           |
| Man van de wedstrijd | Mohamed Sissoko (FC Liverpool)                    | Mohamed Sissoko (FC Liverpool)                    |
|                      | FC Barcelona                                      | FC Liverpool                                      |
| Doelpunten           | 1                                                 | 2                                                 |
| Gele kaarten         | 2                                                 | 4                                                 |
| Rode kaarten         | 0                                                 | 0                                                 |
| Wissels              | 3                                                 | 3                                                 |
| Schoten op doel      | 4                                                 | 5                                                 |
| Schoten naast doel   | 8                                                 | 2                                                 |
| Overtredingen        | 17                                                | 29                                                |
| Hoekschoppen         | 6                                                 | 2                                                 |
| Buitenspel           | 5                                                 | 6                                                 |
| Strafschoppen        | 0                                                 | 0                                                 |
| Balbezit (tijd)      | 33 min                                            | 20 min                                            |
| Balbezit (%)         | 62%                                               | 38%                                               |

| FC Barcelona | 1 – 2          | FC Liverpool |
| Deco 14' | goals (assist) | 43' Craig Bellamy 74' John Arne Riise |
| Frank Rijkaard | coach          | Rafael Benítez |
| Víctor Valdés Juliano Belletti Thiago Motta ( 54') Rafael Márquez Carles Puyol Xavi Hernández ( 65') Ronaldinho Gianluca Zambrotta Lionel Messi Deco Javier Saviola ( 83') | Opstellingen   | José Manuel Reina Álvaro Arbeloa Steve Finnan Daniel Agger John Arne Riise Steven Gerrard Xabi Alonso Craig Bellamy ( 80') Dirk Kuijt ( 90+') Mohamed Sissoko ( 84') Jamie Carragher |
| Andrés Iniesta ( 54') Ludovic Giuly ( 65') Eiður Guðjohnsen ( 83') | Wissels        | Jermaine Pennant ( 80') Boudewijn Zenden ( 84') Peter Crouch ( 90+') |
| Juliano Belletti 38' Gianluca Zambrotta 90+1' | gele kaarten   | 23' Daniel Agger 35' Dirk Kuijt 61' Mohamed Sissoko 77' Craig Bellamy |
| | rode kaarten   | |